# Instituto Nacional de Estadística e Informática
L'Instituto Nacional de Estadística e Informática (in italiano Istituto Nazionale di Statistica e Informatica), INEI, è l'agenzia governativa semi-autonoma peruviana incaricata di coordinare, redigere e valutare le informazioni statistiche relative al Paese. Ha inoltre come obiettivo il coordinamento delle attività informatiche dello Stato e la gestione delle banche dati a servizio della pubblica amministrazione.
L'istituto, pur avendo autonomia tecnica e gestionale, dipende dalla presidenza del Consiglio dei ministri.

## Censimenti
L'Instituto Nacional de Estadística e Informática si occupa periodicamente di effettuare il censimento della popolazione peruviana. L'undicesimo, terminato il 21 ottobre 2007, ha rilevato nel Paese una popolazione totale di 28 220 000 abitanti.